# 봄바디어 글로벌 익스프레스

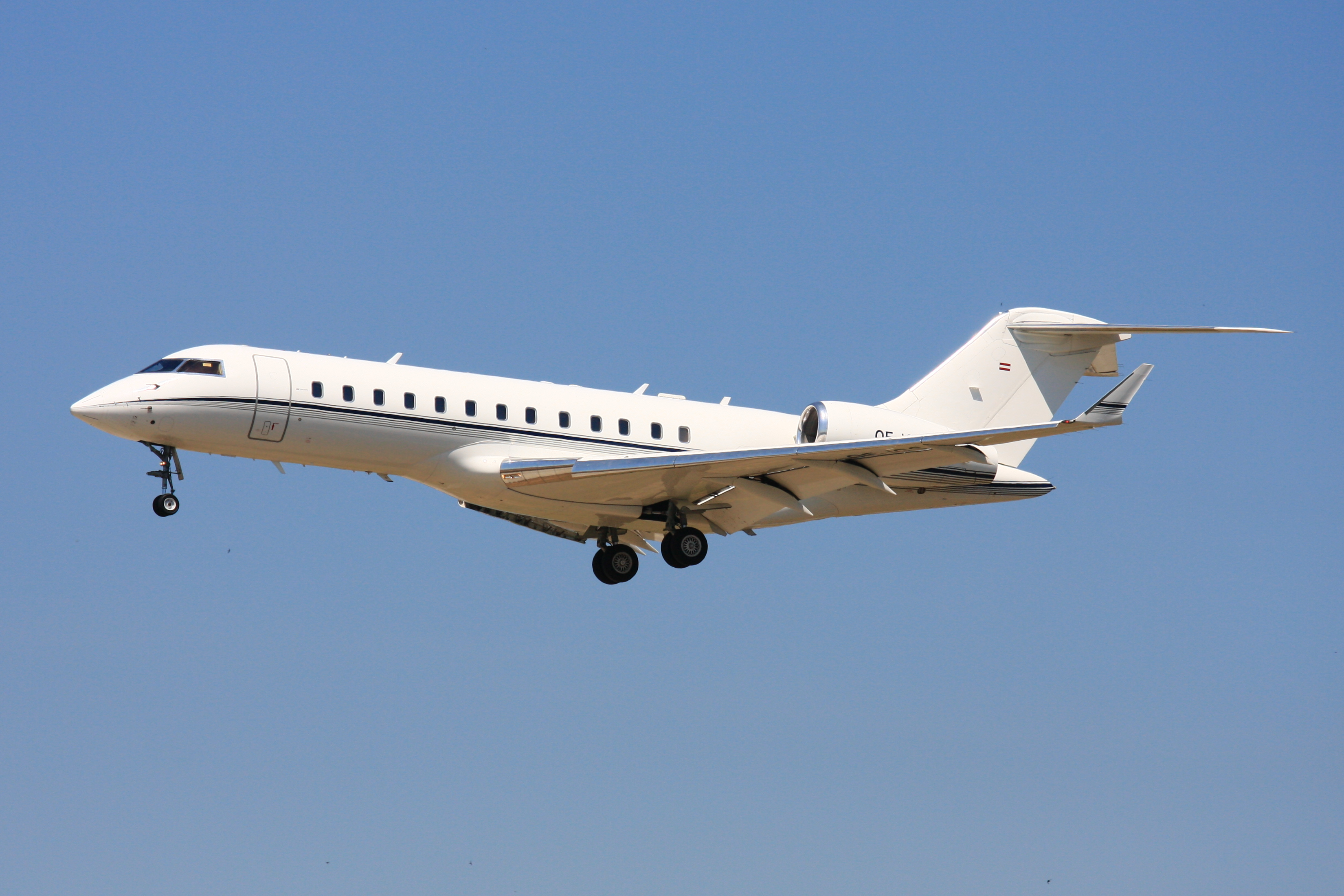
봄바디어 글로벌 익스프레스

봄바디어 글로벌 익스프레스(Bombardier Global Express)는 캐나다의 봄바디어 에어로스페이스사가 제조한 6,000 nmi / 11,100 km 레인지 비즈니스 제트기이다. 1991년 10월 발표되었으며 1996년 10월 13일 처음 비행을 시작하였다.

## 종류

### 글로벌 5000
봄바디어 글로벌 5000은 캐나다의 봄바디어 에어로스페이스사가 개발한 걸프스트림 G500과 유사한 비즈니스 제트기로, 8~18석의 좌석을 가지고 있다. 이 항공기는 지금도 기업인들을 위하여 계속 운항 중이며, 지금도 생산 중이다. 2001년 10월 25일 발표되어 2002년 2월 5일 런칭하였다.

### 글로벌 익스프레스 XRS
글로벌 익스프레스 XRS는 2003년 10워f 6일 플로리다주 올란도의 NBAA 컨벤션 기간 중에 발표되었다.

### 글로벌 5500/6500
2018년 5월 27일, 봄바디어는 글로벌 5500과 6500 개발을 발표하였으며 서비스는 2019년 말에 돌입할 것으로 예측되었다.

## 같이 보기
- 레이시온 센티넬